# Athripsodes furcatellus
Athripsodes furcatellus is een schietmot uit de familie Leptoceridae. De soort komt voor in het Palearctisch gebied.